# Dijaspora
Riječ dijaspora (grčki: διασπορά, diasporá, 'rasipanje ili raspršivanje sjemena') jest naziv za osobe ili za dio jednog naroda koji je napustio svoju korijensku zemlju raspršivši se na sve strane svijeta. Mnogi narodi svijeta imaju svoju dijasporu, tako i Hrvati, Bošnjaci, Srbi i drugi Južni Slaveni, koji su bili prisiljeni otići iz svoje zemlje nakon raspada države